# Orthoporus walkeri
Orthoporus walkeri är en mångfotingart som beskrevs av Chamberlin 1923. Orthoporus walkeri ingår i släktet Orthoporus och familjen Spirostreptidae. Inga underarter finns listade i Catalogue of Life.